# Estado de ánimo

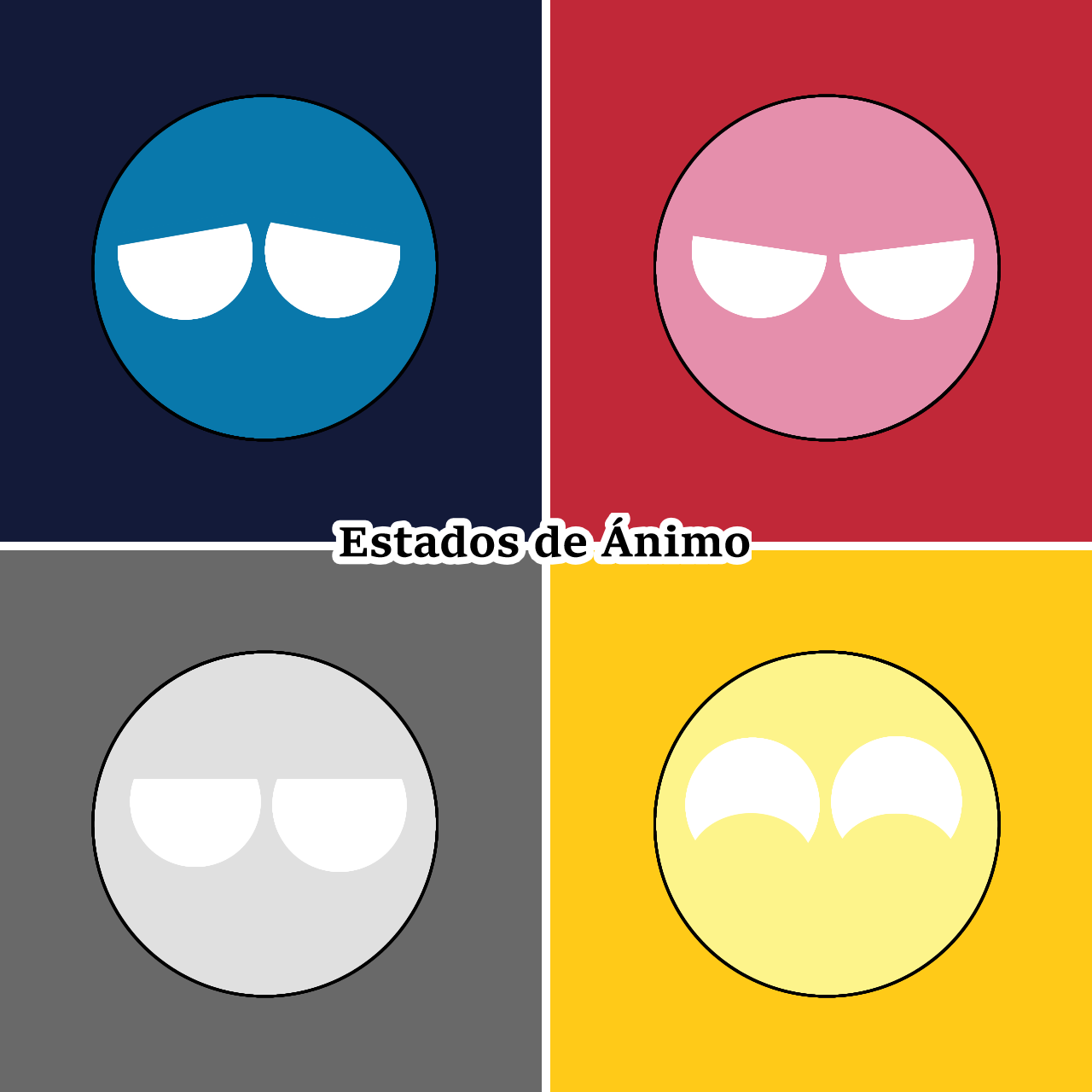
Estados de ánimo

El estado de ánimo es una  disposición en la vida emocional. No es una situación emocional transitoria. Es un estado, una forma de permanecer, de estar, cuya duración es prolongada y destaca sobre el resto del mundo psíquico.
Se diferencia de las emociones en que es menos específico, menos intenso, más duradero y menos dado a ser activado por un determinado estímulo o evento.
Los estados de ánimo suelen tener una determinada valencia o lo que es lo mismo, se suele hablar de buen y de mal estado de ánimo; activado o deprimido. A diferencia de las emociones, como el miedo o la sorpresa, un estado de ánimo puede durar horas o días. Cuando esta valencia se mantiene habitualmente o es la que predomina a lo largo del tiempo, se habla entonces de humor dominante o estado fundamental de ánimo.
El estado de ánimo sufre oscilaciones a lo largo del tiempo. Cuando sucede dentro de unos límites que no generan dificultades a la persona, se denomina eutimia. Cuando es anormalmente bajo se llama depresión. Cuando es anormalmente alto se llama hipomanía o manía. La alternancia de fases de depresión con fases de manía se llama trastorno afectivo bipolar.
También se diferencian del temperamento y de la personalidad, los cuales generalmente no suelen tener un componente temporal, sino que son actitudes permanentes en el tiempo. No obstante, determinados tipos de personalidades, como el optimismo o la neurosis, pueden predisponer al sujeto a determinados estados de ánimo. Ciertas alteraciones del estado de ánimo, como la depresión o el trastorno bipolar, forman una clase de patologías denominadas trastornos del estado de ánimo.
Según psicólogos como Robert Thayer, el estado de ánimo es una relación entre dos variables: energía y tensión. Según esta teoría, el estado de ánimo diverge entre un estado energético (de más cansado a más activo) y un estado referido al grado de nerviosismo (entre más calmado o más tenso), y se considera que el «mejor» es un estado calmado-energético y el «peor», un estado tenso-cansado. Thayer también defiende una conexión especial entre la alimentación y el ejercicio físico en el estado de ánimo.
Un reciente metaanálisis llegó a la conclusión de que, contrariamente al estereotipo del artista sufridor, la felicidad es uno de los factores que propician la creatividad, mientras que un bajo estado de ánimo propiciaría menores niveles de ésta.
Los estados de ánimo pueden ser provocados de manera experimental, el procedimiento más común es la inducción a un estado de ánimo determinado, y posteriormente la evaluación de su influencia sobre la ejecución de una tarea cognitiva. De acuerdo a Forgas (1999), una de las relaciones que más interés ha despertado es sobre el proceso de la memoria. Parece constatado que la información cargada emocionalmente es recordada mejor que la información neutra.

## Definición según Robert E. Thayer
Robert E. Thayer define un estado de ánimo como un sentimiento de fondo que persiste en el tiempo. Sus investigaciones afirman que los estados de ánimo surgen de la energía y la tensión y que estos pueden entenderse a partir de cuatro estados básicos que dependen del espectro energía-tensión:
1. Calma-energía. Es el estado donde el sujeto se siente a gusto, en confianza y optimista. Es el estado ideal para realizar actividades como el trabajo y estudio puesto que se presenta con alta energía y tensión baja. Regularmente suele presentarse en las mañanas.
2. Calma-cansancio. Es la sensación previa al sueño en el que el sujeto alcanza un punto donde no hay energía ni tensión.
3. Tensión-energía. Es la sensación que experimenta el sujeto cuando se le ha acabado el tiempo para cumplir alguna actividad, sea entregar un trabajo, pagar un servicio, atender una cita, etc. La sensación de urgencia genera una frecuencia cardíaca elevada porque el cuerpo está liberando adrenalina, lo que ocasiona que se presenten altos niveles de energía y tensión.
4. Tensión-cansancio. Es el estado que se origina cuando existe agotamiento. En este punto existen pensamientos negativos debido a que existe cansancio físico acompañado de ansiedad nerviosa. Es un estado de baja energía y alta tensión que comúnmente acontece durante las tardes.

Las fluctuaciones del humor son eminentemente moduladas por la satisfacción o la insatisfacción de diversas necesidades instintivas (el hambre, la sed, el sueño, la sexualidad); relacionales (vida conyugal, familiar, profesional); o culturales (ocio, vacaciones). Las variaciones patológicas del humor pueden hacerse en el sentido negativo (la depresión), positivo (un carácter muy expansivo) o inscribirse en el sentido de una indiferencia.
- Humor depresivo o distimia: los afectos depresivos expresan matices desde la morosidad, la languidez, la nostalgia, la ideación suicida o el desaliento hasta la depresión más auténtica y más profunda, estado de tristeza patológico y de dolor moral. Esta disforia se acompaña de un sentimiento de desvalorización de sí mismo, pesimismo, cansancio e inhibición.

- Humor expansivo o hipertimia: expresa matices desde la satisfacción, el bienestar, la felicidad o la euforia hasta el éxtasis. Esos estados de exaltaciones tímicos son de grados muy diversos, desde la hipomanía habitual de algunos sujetos hiperactivos hasta la gran excitación tímica, ideática y motora de la manía aguda. Algunas intoxicaciones (alcohol, éter, anfetaminas) pueden dar lugar a exaltaciones tímicas pasajeras.

- Humor neutro o eutimia: algunos estados afectivos se caracterizan a la inversa de los precedentes por una frialdad, neutralidad o atonía, por el carácter indiferenciado del humor, el cual parece inaccesible a los estímulos habituales. Un humor totalmente neutro supondría una indiferencia total y no se observa en condiciones psicológicas normales, por ello el término «eutimia» designa habitualmente estados de ánimo normales y excepcionalmente estados de ánimo neutros por ser más infrecuentes, como en personas con esquizofrenia, donde se observan casos de embotamiento tímico (aplanamiento afectivo) e indiferencia aparente, alternando a veces con unos accesos depresivos o eufóricos.

## Otras opiniones
Sin embargo, la teoría de Thayer conduce a pensar que el estado de ánimo se trata únicamente de una condición reactiva ante estímulos externos y desestima los elementos psíquicos internos propios de la persona, reduciéndola así a una mera relación causa-efecto en la que el estado de ánimo es el resultado (efecto) de una causa o número de causas de origen exógeno. Otras escuelas, como el psicoanálisis, ven en el estado de ánimo una expresión o una suerte de síntoma dependiente de procesos inconscientes infinitamente más complejos y subjetivos en tanto que se ligan a la propia historia del sujeto y cuya expresión se hace presente no solo a través de la conducta, sino también a través de posibles somatizaciones o manifestaciones físicas capaces de presentarse en la forma de padecimientos como la dermatitis, el dolor de cabeza o el estreñimiento, entre otros.

## Factores que afectan al estado de ánimo

### Falta de sueño
El dormir tiene una relación compleja, y aún no totalmente dilucidada, con el estado de ánimo. Lo más común es que si una persona está privada de dormirse vuelva más irritable, enfadada, más propensa al estrés y con menos energía a lo largo del día. "Los estudios han demostrado que incluso la privación parcial de dormir tiene un efecto significativo sobre el estado de ánimo. Investigadores de la Universidad de Pensilvania descubrieron que los sujetos que sólo dormían 4,5 horas por noche durante una semana se sentían más estresados, enfadados, tristes y agotados mentalmente. Cuando los sujetos reanudaron el sueño normal, informaron de una mejora espectacular en el estado de ánimo" En general, las personas orientadas a la noche, en comparación con las de la mañana, muestran una disminución de la energía y la agradabilidad y un aumento de la tensión.
Sin embargo, en un subgrupo de casos, la privación de dormir puede, paradójicamente, aumentar la energía y el estado de alerta y mejorar el estado de ánimo. Este efecto es más marcado en las personas con un tipo de nocturnidad (los llamados búhos nocturnos) y en las personas que sufren depresión. Por este motivo, a veces se ha utilizado como tratamiento para el trastorno depresivo mayor. 

### Medio ambiente
La naturaleza también puede tener un efecto positivo en el estado de ánimo. Los estudios han demostrado que la exposición a entornos naturales aumenta el afecto positivo y disminuye el negativo, lo que significa que el estado de ánimo suele ser mejor cuando se está en un entorno natural. Un ejemplo de ello es cómo se ha demostrado que la exposición directa a la luz solar mejora el estado de ánimo y se ha utilizado para tratar los síntomas de la depresión. Además, caminar al aire libre en contraposición a caminar en interiores hizo a los individuos mucho más felices, lo que además ilustra que la naturaleza tiene un efecto positivo en nuestro estado de ánimo.  Aunque la naturaleza suele mejorar nuestro estado de ánimo, también puede empeorarlo. Existe un trastorno común del estado de ánimo llamado Trastorno afectivo estacional (TAE) que suele aparecer durante los meses de invierno, cuando hay menos luz diurna y hace más frío en el exterior. El TAE se caracteriza por un estado de ánimo depresivo, aumento del apetito y aumento del sueño. Esto muestra cómo el estado de ánimo de un individuo también puede verse afectado negativamente por la naturaleza. Los estudios también han demostrado que, dependiendo de la estación del año, la temperatura puede regular el estado de ánimo.

### Nutrición
Patrones dietéticos tradicionales caracterizados por verduras, fruta, carne, pescado y grano integrals, en contraposición a una dieta de patrón occidental caracterizada por alimentos procesados, cereales refinados, productos azucarados y cerveza se asociaron con menores probabilidades de padecer depresión mayor o distimia (trastorno del estado de ánimo) y trastorno de ansiedad en las mujeres.  Se ha descubierto que la Carne roja protege contra los trastornos del estado de ánimo y de ansiedad. Las frutas y verduras se asocian con un estado de ánimo positivo, independientemente de factores demográficos o de estilo de vida.  Las investigaciones indican que el alcohol y las bebidas energéticas se asocian a cambios en el estado de ánimo. 

### Expresión facial
Estudios de investigación indican que las expresiones faciales voluntarias, como sonreír, pueden producir efectos en el cuerpo similares a los que resultan de la emoción real, como la felicidad. Paul Ekman y sus colegas estudiaron las expresiones faciales de las emociones y relacionaron emociones específicas con el movimiento de los músculos faciales correspondientes. Cada emoción básica se asocia a una expresión facial distintiva, debido a la retroalimentación de la expresión que contribuye al sentimiento emocional. Ekman descubrió que estas expresiones de emoción son universales y reconocibles en culturas muy divergentes.

### Hormonas
Las hormonas, que cambian con la edad, también pueden determinar el tipo de estado de ánimo de una persona y su capacidad para regularlo.